# Torrebesses
Torrebesses – gmina w Hiszpanii, w prowincji Lleida, w Katalonii, o powierzchni 27,76 km². W 2011 roku gmina liczyła 302 mieszkańców.